# Рамон Ледон
Рамон Ледон (ісп. Ramón Ledón, 23 лютого 1965) — кубинський боксер.

## Аматорська кар'єра
1984 року взяв участь у змаганнях Дружба-84 спортсменів з соціалістичних країн, які бойкотували Олімпійські ігри 1984 і, здобувши три перемоги над Йон Мен Сон (Північна Корея), Клаус-Дітером Кірхштайн (НДР) та Юрієм Александровим (СРСР), зайняв перше місце.
В наступні роки у великих міжнародних змаганнях участі не брав.

## Професіональна кар'єра
1995 року дебютував на професійному рингу. 24 жовтня 1998 року, маючи рекорд 12-0-1, вийшов на бій проти чемпіона світу за версією IBF у другій напівлегкій вазі Роберто Гарсія (США) і програв нокаутом в п'ятому раунді. Провівши ще один бій, завершив кар'єру.